# مایلو رامبالدی
مایلو رامبالدی (به انگلیسی: Milo Rambaldi) یک شخصیت و دانشمند خیالی است که نامش در سریال آمریکایی آلیاس مطرح می‌شود. بنابراین سریال، او دانشمندی بوده که خیلی از زمان خودش جلوتر بوده و کشفیات او حتی در ۵۰۰ سال بعد هم، شناخته نشده‌اند.

## زندگی‌نامه خیالی
مایلو (۱۴۴۴–۱۴۹۶) به عنوان یک دانشجوی هنر و نقاش و مجسمه ساز در سن ۱۸ سالگی در سفری که به روم داشت توسط کاردینال کلیسای کاتولیک روم به اسکندر معرفی شد.
کشفیات او بسیار جلوتر از زمان خود بوده‌است از جمله کشفیات رامبالدی که بعداً از روی آثار او کشف گردید. الگوریتم‌های فشرده سازی بسیار پیچیده‌تر از باینری می‌باشد. یا استفاده از خواص مواد پلیمری در عبور جریان الکتریسیته که منجر به ظهور ترانسیزتز گردیده‌است. حتی طرحهایی در مورد تماس‌های صوتی قابل حمل در آثار او کشف گردیده‌است.

## منبع
- مشارکت‌کنندگان ویکی‌پدیا. «Milo Rambaldi». در دانشنامهٔ ویکی‌پدیای انگلیسی، بازبینی‌شده در ۲ اکتبر ۲۰۰۹.
- Official Rambaldi/Alias DVD site